# Бей-Вью (Кент)
Бей-Вью (англ. Bay View) — деревня в графстве Кент, в Англии. Находится в 73 км к востоку от центра Лондона, на восточном побережье острова Шеппи.

## История
Дома там начали строиться в 1940-х годах. В настоящее время там 248 зданий.

## Экономика
51 % процент населения ездят на работу на расстоянии более 10 километров, а 72 % перемещаются на личных автомобилях.

## Муниципальные учреждения
Главными являются два учреждения — парк отдыха и паб.